# 早坂茂三
早坂 茂三（はやさか しげぞう、1930年6月25日 - 2004年6月20日）は、日本の政治評論家。
田中角栄の政務秘書を23年間務めた。
「日本列島改造論」の名付け親でもある。秘書辞任後は、多くの著書を出版した。

## 来歴・人物
北海道函館市恵比須町出身。生家は呉服屋を営み、旧制北海道庁立函館中学校（現北海道函館中部高等学校）を経て旧制弘前高等学校を卒業後、早稲田大学政治経済学部新聞学科に入学。早大時代の友人に行天豊雄（後の財務官）がいる。
大学時代は学生運動にのめりこみ、一時日本共産党にも入党した。1955年に同大卒業。学生の頃からいずれは新聞記者になろうと思い、新聞社の入社試験を受けるが、朝日新聞は年齢制限で受けられず、読売新聞では最終面接の13人の中の1人に残るが、前歴が前歴だけに思想調査ではねられ、名も知らぬ新聞社だった東京タイムズに拾われた。政治部記者として最初の仕事は岸信介の番記者、次に日本社会党記者クラブに行き、安保闘争の後、自民党の佐藤派を担当。田中角栄と知り合う。
1962年12月、大蔵大臣の田中に呼ばれ、「オレは10年後に天下を取る。お前が学生時代、赤旗を振っていたことは知っている。そんなことは構わない。天下を取ろうじゃないか。一生一度の大博打だが、負けて、もともとだ。首まではとられない。どうだい、一緒にやらないか」と誘われ、同月10日、大蔵大臣秘書官事務取扱に就任。以来、内閣総理大臣在任中とその後の「ロッキード事件」による逮捕の時期を含め、田中が脳梗塞で倒れるまでの23年間にわたり政務秘書を務めた。
1972年、田中は総理となるが、田中金脈問題の追及と金権政治の渦に巻き込まれ、1974年12月9日、在任2年5か月で首相の座から自ら離れた。翌年1月の松の内が明けた頃、事務所で田中が「政治の世界はヤクザ者の世界だ。オレはお前がね、いつになったらヤクザになりきれるか、それをずっと見てきた。ところが、お前はヤクザになりきれなかった。これからもなりきれそうにない。お前はやっぱりジャーナリストが性に合っているぞ。その気になったら、背中に株を背負わせてやる。新聞社、テレビ会社の主筆、専務にでもなれ。お前の名義の株だから、それさえ持っていれば、オレがどうなろうと、びくともするもんじゃない。どうだ。やってみないか」と勧めた。早坂は田中の温情が身にしみるほど有難かったが、失意の彼が時をやり過ごしながら、再び中原に駒を進める機会を待っていることを痛いほど理解していたため、「オヤジさん、まだ総理を辞めて一月です。私は役立たずだけど、もう少し、そばに置いてくれませんか」と言い、勧めを断わった。その1年後、太平洋の向こうからロッキードの小石が飛んできた。
1976年7月、田中の逮捕を経て裁判が始まると、それまで今太閤、平民宰相と持ち上げてきた世の中は田中に掌を返した。加えてマスコミも田中に激しく筆誅を加えた。それにつれてマスコミ対応がぞんざいとなっていく早坂を、週刊新潮は「傲岸不遜が三つ揃いを着て歩いている」と評した。

### 政治評論家に転身
1985年2月7日、竹下登が派中派の創政会を結成。田中は事態収拾に動くが、その渦中の2月27日の夕方、脳梗塞で倒れ東京逓信病院に担ぎこまれる。関東逓信病院のように脳神経外科が無かったものの、この病院への入院を主張したのは早坂だった。長女の眞紀子は、医者や看護師に共産党員や創価学会員が多いので外に病状がもれる心配があると反論するが、早坂がそれを押し切り入院させた。ところがその日のうちに病院の事務長が病院を所管する郵政省の担当課長に連絡したことが発覚。事務次官等を通じて、中曽根康弘首相の耳に入ることはすぐに知れた。早坂は同日の21時頃、田中派の左藤恵郵政大臣に「万端にわたって細心の注意をしていただきたい」と電話した。
田中の回復はほぼ絶望的で、病院側に無理やり頼んで、外部には軽い脳卒中と発表したが、所詮、当てもない時間稼ぎの苦肉の策であった。そうこうしている内に、田中の治療方法を巡って田中家と病院側、早坂の意見の食い違いが表面化し、早坂は田中家から切られる。同年6月22日、イトーピア平河町ビルの田中角栄事務所を閉鎖。同年7月9日、後藤田正晴や梶山静六らからの支援を得て麹町のマンションに事務所を開いた。
政治評論家に転身後、田中の政治的足跡や、出会った人々の生き方をテーマにした著書を多く出し、人生論を若者向け雑誌に連載し、全国各地で講演活動を行うなど幅広い活動をしていた。テレビ番組では、報道番組の他、多数のトーク番組やクイズ番組、またドラマにも特別出演した。冠番組として、政財界要人との対談番組『茂三の渡る世間の裏話』（テレビ朝日）があり、30分の生放送で司会を務めた。番組ではCM入りのとき、お茶の時間があった。
半世紀以上、一日平均80本前後のタバコを吸い続け、2001年暮れ、左肺下部に直径1センチ弱のがんが発見された。2002年元旦からタバコを断ち、同年2月12日に手術。その後再発し、2004年6月20日、肺ガンのため死去した。73歳没。

## エピソード
- 秘書時代、田中角栄からは「用件は初めに結論、理由は二つ三つを箇条書きで、便箋に大きな字で書け」と要求されていた。また自らの冠番組を持つようになると、松野頼三から「テレビは印象七分で中身が三分、ラジオは中身が七分で印象が三分」とアドバイスされた。これらの教えから、司会としての出演を重ねるうちに「結論を先に言って、その後に簡潔な説明を二つ三つ」と出演者に注文するようになったことを著書で明かしている[22]。
- 趣味は金魚の飼育で、喫煙者（生放送出演時にも喫煙タイムを求める程、自他共に認めるヘビースモーカー）。
- 1982年に渡辺恒雄と共に、中曽根康弘の首相就任に奔走した。中曽根嫌いの田中が矛を収めたのは早坂の手腕が大きいという。なお、中曽根は首相就任後、渡辺と共に料亭で早坂と面会し、中曽根が土下座し田中や早坂へ賛辞を述べた。
- 1985年7月に自身の事務所を開いた際、挨拶状の返信を真っ先くれたのが福田赳夫であった。その趣旨は「早チャン、長い間、本当にご苦労さん。疲れたろう。一息入れて、がんばれ」であった。福田は田中の最大のライバルで敵方の総大将であったが、その福田が誰よりも早く、励ましの言葉を送ってくれたことが嬉しく、早速、福田事務所に連絡をとり、お手紙を頂戴したお礼に参上したい旨を告げ、翌日、赤坂プリンスホテル旧館隣の建物にあった福田事務所を訪ねた。すると、福田は破顔一笑して、「よう、早ちゃん、しばらく、元気そうだな。さあ、おれの部屋に行こう」と早坂を促し、一時間ばかり四方山話に花を咲かせた。福田は田中の病状を心配し、繰り返し何度も聞き、早坂は言葉を選び慎重に答えた。翌日の午後、早坂の事務所に十人以上の新聞記者から次々に電話が入り、福田と会ったことを聞かれた。なぜ、会ったことを知っているのかと早坂が問うと、福田番の新聞記者が夕べ、福田邸に夜回りに行くと福田が「けさ、久しぶりに早坂くんと会った。角サンのことを色々聞いたが、彼は肝心なことを何ひとつ言わなかった」と話したからだと記者たちは異口同音に言うのであった[23]。早坂は自著で「秘書稼業の最大の要諦は、主人の秘密を誰にも明かさない。守り抜くことである。新聞記者の口は世間に向かって開かれおり、彼らの口コミは風のように広がっていく。福田はそのことを十分に承知した上で、秘書の基本的条件を満たしているということを福田らしい表現でマスコミに伝えてくれた。風雪の歳月に生きた私をねぎらってくれた。福田赳夫が私に勲章をくれたのである」と綴っている[24]。
- 1989年4月、竹下登首相退陣表明の翌日に、竹下の秘書だった青木伊平が自殺したときには、数十年来の付き合いのあった早坂もテレビインタビューに出て、最初は冷静に淡々と応じていたが、やがてタバコを吸いかけたのをやめ、「かわいそうだなあ。苦労してね。もうね、こういうのはね、もうこれっきりにしてもらいたいな」と声を震わせている。
- 1992年にフジテレビ系列で、放送された連続ドラマ「ジュニア・愛の関係」では政界の実力者・田丸魁に扮し、堂々たる演技を披露している（このドラマに出演した理由は、それ以前に同局で放送されていた「七人のHOTめだま」の出演者として好評を博し、プロデューサーから頼み込まれたため）、本人は著書で一度きりの道楽と述べた。「ジュニア」の脚本家であった長坂秀佳は「並みの役者よりもうまい。何よりも本物の凄みがある」と自身の著書の中で絶賛していた。
- 1993年の総選挙で眞紀子が初当選したときに、選挙特番に出演していた早坂が「マコちゃんおめでとう」とねぎらいの言葉をかけたが、ピンマイクが外れて聞こえないふりをされている。
- 1999年5月、因縁の深い全日空機の離陸時に、リクライニングを倒したままだったのでスチュワーデスに元に戻すように促されたが、「これぐらいなら大丈夫」と抵抗した。最終的にはリクライニングを元に戻すことで折り合ったものの、出発が大幅に遅れた。この事件については、新聞でも報道され[25]、マンガでも扱われた。
- 1999年にフジテレビの「日本のよふけ」（後に、「平成日本のよふけ」）に出演したのを皮切りに、同年から2001年までの3回、同番組のスペシャルに出演した。この各回では、元警察官僚の佐々淳行[注 2]や作家の小田実と共演している。
- 2000年11月の加藤の乱について、「平成日本のよふけ」スペシャルの中で、早坂自身も参加していた会合において倒閣宣言をしながら失敗に終わった加藤紘一を「自作自演のうちにあっという間に鎮圧された」「度胸ゼロ。東大法学部出身の悪い例」などと酷評している。
- 2001年にTBSの『ここがヘンだよ日本人　外務大臣田中眞紀子特集』にゲスト出演した際、「田中眞紀子」紹介のVTR後、眞紀子に対する自分のコメントを聞かず、やたら野次を飛ばす外国人出演者たちの態度の悪さに感情を露にした。
- 2001年5月にテレビ東京の『女と愛とミステリー　Wの悲劇』に和辻与兵衛役で出演した。
- 2004年4月号『文藝春秋』の「特集 250万人が読んだ芥川賞二作品の衝撃」で、20歳で芥川賞を受賞した綿矢りさと金原ひとみの作品を批評、綿矢「蹴りたい背中」を「私の旧制中学時代は『天皇のために死ね』、『鬼畜米英を撃滅せよ』の毎日であり、高校生仲間のムラ八分でうじうじする少年少女は倖せ者で羨ましい」と評し、舌にピアスをする若者を描いた金原「蛇にピアス」には、「私の若い頃は親から貰った体を大事にしろといわれたものだ」と発言した。他の寄稿者がほとんど全員「理解ある」態度を示す中で、高齢者としての違和感を率直に表明して異彩を放った。まもなく早坂は病没、これが最後の文章で、まさに「遺言」となった。

## 著書
- 『オヤジとわたし、頂点をきわめた男の物語―田中角栄との23年』 集英社 1987年／PHP文庫 2016年
- 『政治家田中角栄』 中央公論社 1987年
- 『「田中角栄」回想録』 小学館 1987年
- 『駕籠(かご)に乗る人 担(かつ)ぐ人―自民党裏面史に学ぶ』 祥伝社ノン・ブック 1988年／PHP文庫 2016年
- 『捨てる神に拾う神―もっと無器用に生きてみないか』 祥伝社ノン・ブック 1991年
- 『権力の司祭たち』 飛鳥新社 1991年
- 『宰相の器―人心は、どんな男に向かうのか』 クレスト社 1992年
- 『鈍牛にも角がある』 光文社 1993年
- 『男たちの履歴書―いかにして道を拓くか』 クレスト社 1994年
- 『政治家は「悪党」に限る』 文藝春秋 1995年
- 『意志あれば道あり―すべては自助努力に始まる』 クレスト社 1997年
- 『渡る世間の裏話―人生の達人たちに学ぶ』 東洋経済新報社 1997年
- 『新・渡る世間の裏話―レアリズムが身を助ける』 東洋経済新報社 1998年
- 『けもの道を抜け、平場を歩め―猫にみる雑種の知恵』 光文社 1998年
- 『オヤジの知恵』 集英社インターナショナル 1999年
- 『怨念の系譜 河井継之助、山本五十六、そして田中角栄』 東洋経済新報社 2001年、新版2016年

※上記の全16冊は、改題・新版も含めて集英社文庫で再刊された。
- 遺著に『オヤジの遺言』 集英社インターナショナル、2004年9月。解説早野透

### 評伝
- 『田中角栄と早坂茂三』山形三吉編、いちい書房、2016年